# Колэн, Чарльз
Сэр Чарльз Патрик Джон Колэн ( англ. Charles Patrick John Coghlan; 24 июня 1863, Кинг-Уильямс-Таун — 28 августа 1927, Солсбери, Южная Родезия) — государственный и политический деятель Южной Родезии, юрист. Первый премьер-министр Южной Родезии (1 октября 1923—28 августа 1927).

## Биография
Сын рядового британской армии, прибывшего в Южную Африку в 1851 году. Чарльз получил домашнее образование, в 1870 года был зачислен в иезуитский колледж. Позже получил стипендию в Южноафриканском колледже в Кейптауне, где изучал право, но из-за смерти отца бросил учёбу в 1882 году и пошел работать к старшему брату в юридическую фирму. Занимался судебной и адвокатской практикой. Вместе с братом основал компанию Coghlan and Coghlan. Набрался опыта и репутации, благодаря работе в горнодобывающей промышленности Южной Африки. Участвовал в публичных дебатах. При этом был верен Британии, но считал, что все части Британской империи должны быть внутренне самоуправляемыми, при этом каждая территория должна поддерживать другие. Поддерживал обновление Британской южноафриканской компании и выступал против объединения Южной Родезии с Северной Родезией или Южно-Африканским союзом .
Член Родезийской партии. В 1897 году был избран в городской совет Кимберли.
В 1908—1924 и 1924—1927 годах был членом Законодательного собрания Южной Родезии.
В октябре 1922 года был проведен референдум среди населения Южной Родезии, которое проголосовало против её включения в Южно-Африканский союз и высказалось за создание ответственного перед парламентом правительства, на основании чего победившая в 1920 году на выборах в законодательный совет Ассоциация ответственного правительства сформировала министерский кабинет во главе с премьером сэром Чарльзом Колэном. В 1921 году он возглавил делегацию, отправленную в Лондон для формирования правительства Южной Родезии.
Занимал пост премьер-министра Южной Родезии с 1923 года до своей смерти в 1927 году.
Умер от кровоизлияния в мозг. Похоронен рядом с могилой Сесила Родса на холмах Матобо.